# Уличная гонка (фильм)
«Уличная гонка» (англ. Race Street) — фильм нуар режиссёра Эдвина Л. Марина, который вышел на экраны в 1948 году.
Фильм рассказывает о Дэне Гэннине (Джордж Рафт), владельце подпольной букмекерской сети в Сан-Франциско, который решает жениться на красавице Робби (Мэрилин Максвелл) и уйти из бизнеса. Однако, когда гангстеры с Восточного побережья убивают его коллегу и друга и попытаются забрать его бизнес, Дэн, несмотря на предупреждение своего друга, лейтенанта полиции Барни Рэнсона (Уильям Бендикс), вступает с ними в смертельную схватку.
Фильм получил сдержанные отзывы критики, обратившей внимание на шаблонность и предсказуемость сюжета, при этом в основном положительно оценившей игру исполнителей главных ролей.

## Сюжет
В Сан-Франциско к букмекеру Хэлу Тауэрсу (Гарри Морган) приходит рэкетир из недавно появившегося в городе криминального синдиката с предложением взять его бизнес под охрану за процент от прибыли. Хэл отказывается от предложения, после чего сообщает об этом разговоре своему боссу и старому другу Дэну Гэннину (Джордж Рафт). В этот момент Дэн направляется на скачки со своей новой подругой, красавицей Робби Лоуренс (Мэрилин Максвелл), которой принадлежит небольшая конюшня. На скачках к Дэну подходит его друг детства, лейтенант полиции Барни Рансон (Уильям Бендикс), который предупреждает его, что в городе появился новый преступный синдикат, который скоро доберётся и до него, предлагая сотрудничать с полицией. Однако Дэн заявляет, что в состоянии сам о себе позаботиться, и, кроме того, собирается выйти из бизнеса и сосредоточиться на отношениях со своей новой подругой и управлении клубом, который недавно купил. Вскоре появляется Хэл, с которым Дэн договаривается вместе пойти на открытие своего нового клуба «Торф». В клубе Дэн, который приехал с Робби, встречает свою сестру Элейн (Гейл Роббинс), которая будет выступать в клубе с несколькими номерами. Вскоре в клубе появляется Барни, который следит за Дэном, надеясь уберечь его от проблем. Тем временем домой к Хэлу приезжают двое убийц из синдиката, и когда Хэл в очередной раз отказывается подчиниться их требованиям, они выводят его через служебный вход, бьют по голове и сталкивают с крутой лестницы, в результате чего Хэл падает и разбивается насмерть. Обеспокоенный опозданием друга, Дэн направляется к нему домой, вместе с ним едет и Барни. Вскоре они обнаруживают на заднем дворе дома тело Хэла. Барни предлагает совместными усилиями поймать убийц, однако Дэн отказывается, говоря, что это его дело. Он собирает в одном из ресторанов пятерых своих букмекеров, рассказывая им о произошедшем. Все подчинённые поддерживают Дэна и заявляют, что готовы защищать свой бизнес от рэкета. Дэн направляется в свой офис, где в приёмной его ожидают двое представителей синдиката. Следом в кабинет Дэна проходит Барни, который в очередной раз безуспешно уговаривает друга совместно бороться с синдикатом, однако Дэн отвечает, что привык всё делать сам. По возвращении домой Дэн видит в своей квартире двух элегантных джентльменов — Мейсона (Рассел Хикс) и Уолтерса (Уильям Форрест) — которые представляются сотрудниками страховой компании, предлагая Дэну страхование жизни от несчастных случаев за процент от прибыли его компаний. Дэн обещает дать ответ на их предложение на следующий день. Утром в офис к Дэну приходит Барни с просьбой рассказать, что ему известно о рэкете, однако Дэн по-прежнему молчит. Вскоре в кабинете появляются Мейсон и Уолтерс, которым Дэн заявляет, что готов переподчинить синдикату всех своих людей, однако этот вопрос он должен обсудить лично с генеральным директором их предприятия. Увидев Барни, Мейсон и Уолтерс тут же удаляются. Вечером в клубе «Торф» Дэн проводит время в компании Робби, вскоре появляется Барни, который просит Элейн отговорить своего брата от самостоятельных разборок с синдикатом. Дэн отвозит Робби из клуба домой, где она также уговаривает его не связываться с гангстерами и оставить это дело полиции. В ответ Дэн говорит, что любит её и рад, что они вместе, однако не потерпит, чтобы она вмешивалась в его дела. Вернувшись домой, Дэн встречает двух гангстеров, которые завязывают ему глаза и отвозят на квартиру, где его принимает главарь синдиката (Фрэнк Фэйлен), лица которого Дэн не видит. Криминальный босс требует от Дэна не сообщать ничего об их контактах полиции, а затем настаивает, чтобы Дэн согласился на охрану своих точек. Дэн отвечает, что он «ничего не рассказывает полиции и не платит за защиту», а делает свой бизнес сам. Главарь приказывает отправить Дэна домой. Когда его уводят, в кабинете главаря синдиката показывают Робби. Киллеры синдиката отвозят Дэна на ту же лестницу, где был убит Хэл, где жестоко его избивают. В больнице Дэна навещает Барни, вновь уговаривая его поделиться информацией, однако Дэн продолжает молчать, и лишь просит посодействовать, чтобы его как можно скорее выписали. Барни приезжает к Робби, рассказывая ей о том, что произошло с Дэном, и просит, чтобы она сообщала ему обо всём, что связано с Дэном. Перед уходом Барни замечает, что раньше где-то видел Робби. Дэн встречается со своими ребятами, двоим из которых синдикат уже предложил защиту за 25 % от прибыли, однако они не хотят подчиняться гангстерам. Все готовы бороться, однако у них нет ресурсов, чтобы защищаться. Дэн вместе с Элейн едет обедать в ресторан, где она убеждает его не связываться с синдикатом. После этого Дэн проводит встречи с несколькими подпольными дельцами города, однако все отказывают ему в поддержке. Барни незаметно следит за Дэном, а вечером приглашает его в старый театр водевиля. В одном из альбомов, хранящихся в театре, он показывает Дэну фотографию Робби в компании некоего Фила Диксона. Барни сообщает, что Диксон — это опасный преступник, за которым он безуспешно охотится уже шесть лет. Они приезжают к Робби, которая сначала ни в чём не сознаётся, однако затем признаёт, что была женой Диксона, однако бросила его, когда узнала про его дела, и с тех пор с ним не общалась. Когда Дэн заявляет, что недавно его привозили к Диксону, которому было известно только то, что знает она, Робби признаёт, что Диксон угрозами принудил её работать на себя. Барни уходит, а Дэн предлагает Робби немедленно бежать вместе из Сан-Франциско, на что она с энтузиазмом соглашается. Он уезжает домой, предлагая ей в течение часа собрать вещи и ждать его возвращения. Когда Дэн спускается вестибюль, то слышит, как консьерж соединяет Робби по телефону с Диксоном. Дав консьержу взятку, Дэн подслушивает её разговор, в котором Робби сообщает Диксону о планах Дэна, на что тот отвечает, что его ребята встретят Дэна по дороге в аэропорт. В заключение разговора Робби говорит, что Дэн — «просто дурачок». После ухода Дэна консьерж звонит Робби и сообщает ей, что он только что дал Дэну прослушать её разговор. В своей квартире Дэн встречает Барни, который не сомневается в том, что Робби их обманывала и действует заодно с Диксоном. Затем детектив достаёт оружие и заявляет Дэну, что берёт его под свою жёсткую охрану и никуда не выпустит. В этот момент сзади к Барни незаметно подходит вооружённый Эл (Том Кин), один из букмекеров Дэна. Он разоружает Барни и заявляет, что перешёл на сторону Диксона. Вскоре в квартире появляется и сам Диксон. Угрожая оружием, они намереваются вывести Дэна и Барни из квартиры, однако тем удаётся воспользоваться минутным замешательством и выбить пистолет из рук бандитов. Начинается драка два на два, в которой Дэн и Барни расправляются с противниками. Однако в последний момент Диксон дотягивается до пистолета и направляет его на Барни. Дэн прыгает на Диксона и принимает пулю на себя. Барни несколькими ударами окончательно нейтрализует Диксона, после чего вызывает скорую помощь и поручает полиции немедленно арестовать Робби. Дэн умирает на руках у Барни, который благодарит друга за то, что тот спас ему жизнь.

## В ролях
- Джордж Рафт — Дэниел Дж. «Дэн» Гэннин
- Уильям Бендикс — лейтенант Барни Рансон
- Мэрилин Максвелл — Робби Лоуренс
- Фрэнк Фэйлен — Фил Диксон
- Гарри Морган — Хэл Тауэрс
- Гейл Роббинс — Элейн Гэнин
- Калли Ричардс — Майк Хэдли
- Мэк Грэй — Стринджи
- Рассел Хикс — Изи Мейсон
- Том Кин — Эл

## Создатели фильма и исполнители главных ролей
Эдвин Л. Марин начал режиссёрскую карьеру в 1932 году, поставив до момента своей смерти в 1951 году 58 картин, среди которых семейная лента «Рождественская Кэрол» (1938), шпионская комедия «Невидимый агент» (1942) и вестерн «В седле» (1944) с Джоном Уэйном. В период 1945—1948 годов Марин поставил 6 фильмов с Джорджем Рафтом, среди которых «два наиболее сильных послевоенных нуара Рафта — популярный хит „Джонни Эйнджел“ (1945) и успешный у критики „Ноктюрн“ (1946). „Уличная гонка“ стала последней из совместных работ Марина и Рафта».
Как написала кинокритик Андреа Пассафиуме, жанр «фильма был хорошо знаком Джорджу Рафту, который сделал карьеру, играя крутых парней в криминальных мелодрамах 1930—1940-х годов». Однако к 1948 году, когда вышел этот фильм, «карьера Рафта шла на спад. Хотя Рафт, которому было уже за 50, был всё ещё популярен, тем не менее, он не мог больше в той же степени обеспечивать кассу, как это было ранее». В рецензии TV Guide отмечается, что в послевоенный период Рафт «рассматривался в Голливуде и у публики как пережиток икон 1930-х годов», после того, как у актёра «возникли проблемы с переходом на новый тип ролей подобно тому, как это сделали его коллеги Эдвард Г. Робинсон, Хамфри Богарт и Джеймс Кэгни». По словам TV Guide, «фильм вышел уже на закате карьеры Рафта. В начале 1950-х годов популярность актёра у публики и на студиях пошла на спад. И хотя его имя всё ещё привлекало зрителей, он утерял статус суперзвезды и был вынужден работать у малобюджетных независимых продюсеров».
К числу наиболее заметных работ Уильяма Бендикса 1940-х годов относятся военные фильмы «Остров Уэйк» (1943), за которую он был удостоен номинации на «Оскар», «Дневник Гуадалканала» (1943) и «Спасательная шлюпка» (1944) Альфреда Хичкока. Однако более всего в этот период актёр был известен ролями второго плана в фильмах нуар, таких как «Стеклянный ключ» (1942), «Синий георгин» (1946), «Тёмный угол» (1946), «Паутина» (1947) и «Большой обман» (1949).
На протяжении 1940—1950-х годов Мэрилин Максвелл была партнёршей Эбботта и Костелло в комедии «Потерявшиеся в гареме» (1943), Кирка Дугласа — в боксёрском нуаре «Чемпион» (1949), Боба Хоупа — в музыкальной комедии «Лемон Дроп Кид» (1951), а также сыграла в таких фильмах нуар, как «За стеной» (1950) и «Секреты Нью-Йорка» (1955).

## История создания фильма
По информации Пассафиуме, «в основу фильма положен роман с продолжением того же названия Мориса Дэвиса, который впервые был опубликован в журнале Turf and Sport Digest в середине 1940-х годов».
Согласно «Голливуд Репортер», некоторые сцены фильма снимались на натуре в Сан-Франциско. Как отмечает Пассифиуме, помимо прочего, «фильм интересен с точки зрения прошлого Сан-Франциско, напоминая об образе города в 1948 году». В частности, в картине можно увидеть кинотеатр The RKO Golden Palace theatre (который с тех пор был перестроен), аптеку сети The Owl Drug Co. (на её месте давно находится магазин The Gap), популярный ресторан The Cliff House и гостиницу Fairmont, которая фигурировала во многих фильмах, особенно, в «Головокружении» (1958) Хичкока.
После завершения работы над фильмом «Голливуд Репортер» сообщил, что его название изменено с «Уличной гонки» на «Джекпот». Однако к моменту выпуска картины на экраны было возвращено изначальное название «Уличная гонка».

## Оценка фильма критикой

### Общая оценка фильма
После выхода фильма на экраны кинообозреватель «Нью-Йорк Таймс» Томас Прайор назвал его «стандартной мелодрамой», в которой «Джордж Рафт играет стандартного крупного букмекера, которому угрожают стандартные рэкетиры». По мнению критика, «всё в этом унылом упражнении в насилии шаблонно, удручающе незрело и скучно». Как далее отмечает Прайор, «с самого начала понятно, что Дэн Гэннин окажется в трудном положении, а его друг детства, полицейский, не сможет ничего сделать, чтобы его спасти». Это, как полагает критик, «ощутимый недостаток фильма, который следовало бы преодолеть, особенно, с учётом того, что по ходу действия зритель ожидает, что, может быть, авторы предложат парочку интересных сюжетных поворотов». Однако этого не происходит. В итоге «даже несмотря на профессионализм в постановке картины, вся энергия полностью растрачивается впустую на низкопробную рутинную историю».
Современный истории кино Сандра Бреннан назвала картину «мрачной криминальной драмой», в которой, по словам Спенсера Селби, «букмекер из Сан-Франциско бросает вызов банде рэкетиров, которая убила его многолетнего друга». Андреа Пассафиуме описывает картину как «жёсткую криминальную драму». По её мнению, «этот фильм типичен для посредственных криминальных драм, которые Рафт делал в конце 1940-х годов и позднее, однако в нём есть несколько интересных моментов». По мнению Майкла Кини, несмотря на хорошую игру Рафта и Бендикса, «это лишь чуть более чем средний криминальный нуар с несколькими хорошими сценами драк, вставленными для поддержания интереса к картине».
Кинообозреватель Пол Мэвис полагает, что благодаря «соблюдению нуаровых жанровых конвенций фильм в любом случае удовлетворит поклонников нуара. Однако это, конечно, не нуар высшего класса. Фильм содержит все внешние требования, необходимые для стильного маленького нуара. И если не обращать внимания на постоянные, кажется, бесконечные сцены, в которых Бендикс пытается убедить Рафта нарушить кодекс молчания, а также снова и снова безуспешно уговаривает Рафта воспользоваться его помощью, этот фильм движется достаточно достойно с несколькими энергичными репликами и жестокими сценами, что обеспечивает ему определённый интерес вплоть до предсказуемого финала». Рецензент журнала TV Guide оценивает картину как «средний криминальный фильм, в котором Дэн Гэннин предстаёт в подлинно симпатичном свете. Хотя Дэн крепко погружён в криминальный мир, пусть и в ненасильственную его часть, он представлен порядочным, верным и справедливым другом с добрыми намерениями. Он пытается изменить свою жизнь, но не может порвать те связи, которые сделали его богатым. Несмотря на то, что он не такой уж плохой парень, судьба и Голливуд требуют, чтобы в финале он погиб за свои преступления».

#### Оценка работы режиссёра и творческой группы
Мэвис отмечает, что «Марин делает всё довольно просто и прямо на протяжении всего фильма, при этом придерживая некоторые интересные моменты для ключевых сцен». Вместе с тем, по мнению Мэвиса, одним из интересных моментов картины мог бы стать «конфликт между ненасильственным, джентльменским типом Дэна, которого выдавливает новый, эффективный, анонимный и смертельный синдикат. Ничего однако не делается для развития этой потенциально благодатной темы, потому что сценарист Рэкин и Марин остаются совершенно сухими и прозаичными, делая своих персонажей двухмерными, а предсказуемую сюжетную линию стандартной и поверхностной».
По мнению Пассафиуме, «сильное впечатление производит операторская работа Дж. Роя Ханта, которая доносит атмосферу фильма нуар и ощущение надвигающейся гибели».

### Оценка актёрской игры
Актёрская игра в целом удостоилась высокой оценки критики. Как отметил Томас Прайор, «мистер Рафт — стреляный воробей в такого рода ролях — держится легко и уверенно, а Уильям Бендикс хорош в роли детектива». Майкл Кини также считает, что «учтивый Рафт доставляет удовольствие в роли букмекера и приятного парня, а Бендикс выдаёт обычную для себя крепкую игру».
По мнению Мэвиса, «в этой картине Рафту играть особенно нечего с точки зрения раскрытия характера. При этом он и не пытается донести характерные для нуара эмоциональные состояния — предчувствие надвигающейся трагедии, точное знание о своей неминуемой смерти, мучение от предательства любимой женщины и чувство ярости и кровавой мести, когда он узнаёт об убийстве лучшего друга. Все эти моменты могли бы усилить как персонаж, так и историю в целом. Однако в вальяжных руках актёра Гэннин слишком холоден и спокоен, чтобы о чём-либо беспокоиться». Впрочем, по мнению Мэвиса, в этом повинен не только актёр, но также сценарист и режиссёр. Мэвис полагает, что «персонаж Рафта написан чересчур гладким, при этом он слишком умён, чтобы не понимать, что происходит. Похожие на бусинки, маленькие глазки Рафта всё время блуждают вокруг, создавая впечатление, что он что-то подозревает, даже тогда, когда это и не предполагается». В итоге, по мнению Мэвиса, «самый большой недостаток фильма — это Рафт, который всегда был бесстрастным актёром, проходящим по ролям с той же чудной смесью самоуверенности и нескрываемым отсутствием интереса, как и в этом фильме».
По мнению Прайора, Мэрилин Максвелл хорошо справляется с ролью «подружки Гэннина, которая играет на обе стороны, в чём быстро начинаешь её подозревать». Пассафиуме также отмечает, что «Максвелл, которая обычно играет блондинок, здесь выступает в роли брюнетки с двойным дном», а Фрэнк Фейлен «создаёт образ особенно ужасного злодея, почти такого же садиста, которого он сыграл в роли санитара в „Потерянном уикэнде“ (1945)». По мнению Мэвиса, Фэйлен в роли злодея «отличен, однако появляется лишь пару раз за весь фильм, что не позволяет в полной мере раскрыть ощущение угрозы, которую он несёт уверенному в себе Дэну».